# Almonia truncatalis
Almonia truncatalis là một loài bướm đêm trong họ Crambidae.